# John Ward (Komponist)
John Ward (* 1571 in Canterbury; † 1638 in Ilford, Grafschaft Essex, heute London Borough of Redbridge) war ein englischer Komponist der Spätrenaissance und des Frühbarock.
John Ward, ein Zeitgenosse von John Dowland und Orlando Gibbons, begann 1597 seine Ausbildung als Chorknabe an der Kathedrale von Canterbury. Im Jahr 1607 ging er nach London, als Sekretär und Musiker in Diensten des Sir Henry Fanshawe, einem Musikmäzen und Eintreiber des Schatzamtes. Ward war verheiratet und hatte drei Kinder. 1636 zog Ward in die Grafschaft Essex, wo er zwei Jahre später verstarb.
John Ward komponierte Madrigale, Musik für Gambenkonsort, Anthems und Messen, hauptsächlich im italienischen Stil. Seine Madrigale zeichnen sich durch tiefsinnige Texte und eine breite Führung der melodischen Linie aus. Die Komponisten seiner Zeit betrachteten Ward eher als einen „Gentleman Musiker“, trotzdem war es eine Anerkennung der hauptberuflich tätigen Musiker, dass Thomas Tomkins ihm 1622 ein Madrigal widmete.
Die einzigen zu Wards Lebzeiten gedruckten Werke waren eine Sammlung „Englischer Madrigale“ (1613) seinem Dienstherren Sir Henry Fanshawe gewidmet und die 1614 erschienenen „The Teares or Lamentations of a Sorrowful Soule“.

## Werke (Auswahl)
- Come, sable night
- Hope of my heart
- My breast I’ll set upon a silver stream
- Out from the Vale of Deep Despair
- Satyr once did run away